# Jacobsonia glauca
Jacobsonia glauca är en svampart som beskrevs av Boedijn 1935. Jacobsonia glauca ingår i släktet Jacobsonia och familjen Helotiaceae.   Inga underarter finns listade i Catalogue of Life.